# ヒナカブト属
ヒナカブト属（ヒナカブトぞく、学名：Agaocephalini）は、昆虫綱コウチュウ目（鞘翅目）コガネムシ科カブトムシ亜科の属である。

## 生息地
主に中央アメリカから、南アメリカにかけて、様々な種類が生息している。

## 特徴
系統的にはカブトムシ族 Dynastini からは離れており、同じ地域に生息しているスジコガネモドキ属 Cyclocephalini に近いグループとなる。
スジコガネモドキ類は、体長が大きくても4cmを越える程度で、一般に思い浮かべるようなカブトムシの姿とは程遠く、コガネムシと同じような姿をしており、近縁の本属にもそれに似た小型の種類が多いが、種類によっては雄は他の大型のカブトムシのような立派な角が生え、その形態も他の大型のカブトムシには見られないものが少なくない。
大部分が50mmに満たない小型のカブトムシ類だが、その奇抜な姿と、大型カブトムシ類に負けない個性的な形状から人気があるものの、一般に日本へ輸入される事はあまりない。

## 生態
体が小さいことと、現地でもあまり見られることがない種類が多く、人目に付きにくい種類とされる。
幼虫の生態は地中で腐植土や腐った植物などを食べる。成虫の生態は不明だが、ジャングルの高木の花や樹液に来ているという考察もある。
もしそうだとしたら、花に集まるコガネムシのハナムグリ科の中には、カブトムシのように角を生やしたものもおり、また、南米にはアフリカと違い、ハナムグリの仲間は繁栄しなかったので、カブトムシが代わりにそうなったのではないかという進化の可能性も考えられる。

## 種類

### ミツノヒナカブト属Aegopsis

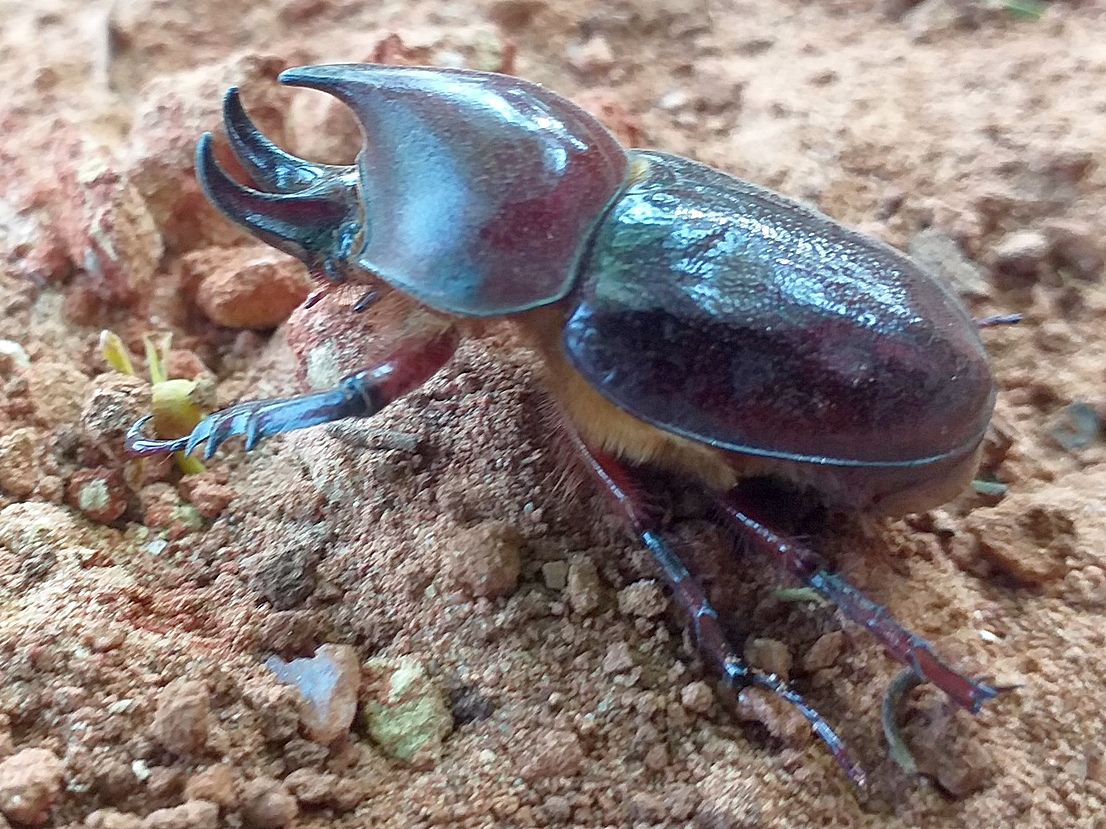
ハビロミツノヒナカブト

オオミツノヒナカブト Aegopsis curvicornis
パナマ、ベネズエラ、ガイアナ、コロンビア、トリニダード・トバゴ、ブラジル(ロライマ州など)に生息。和名通り3本の角があるが、アトラスオオカブト属とは逆に、頭部に二本、胸部に一本の角が発達する。体長は30mmほど。
ハビロミツノヒナカブト Aegopsis bolboceridus　
ブラジル(ゴイアス州、ブラジリア連邦直轄区など)に生息。オオミツノヒナカブトに似ているが、やや体型が丸い。
クロミツノヒナカブト Aegopsis peruvianus
ペルー(フニン県など)に生息。前二種に似た形態。

### アカムネヒナカブト属Gnathogolofa

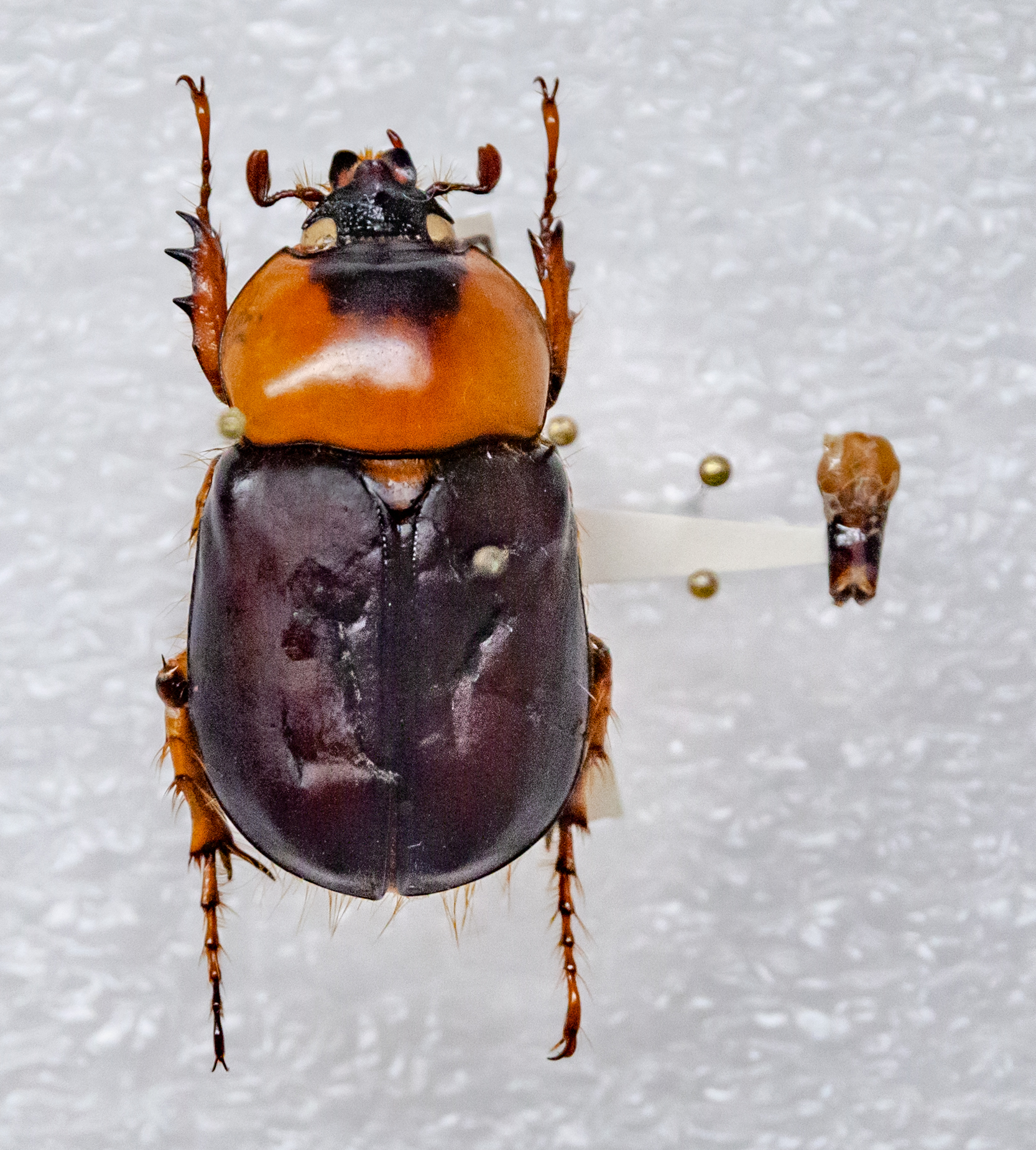
アカムネヒナカブト

アカムネヒナカブト Gnathogolofa bicolor
エクアドルに生息。胸部のみがオレンジ色で、胸部の中心と前翅は濃い茶色をしている。腹部体毛が長い。1属1種。体長28〜36mm

### ケブカヒナカブト属Democrates
アカケブカヒナカブト Democrates burmeisteri
エクアドルに生息。角はない。頭部と胸部は黒く、前翅のみ赤褐色である。

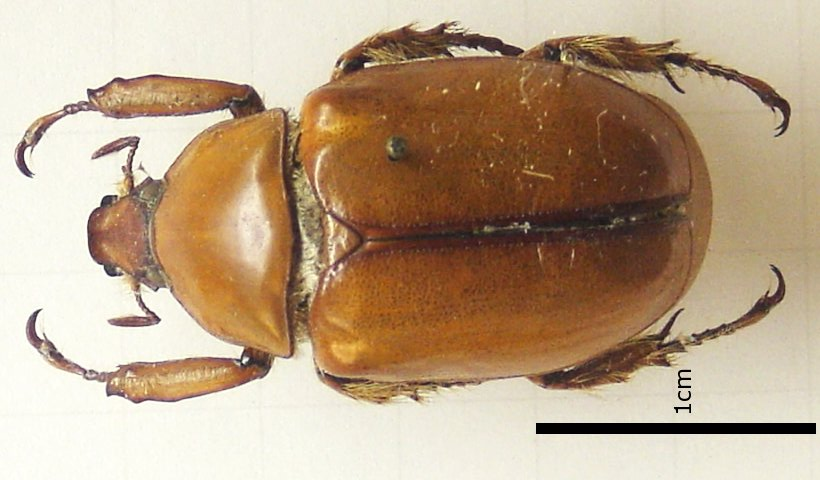
Democrates croesus
ジャマイカに生息。体色はオレンジ色で、角はない。

### パンパスヒナカブト属Colacus

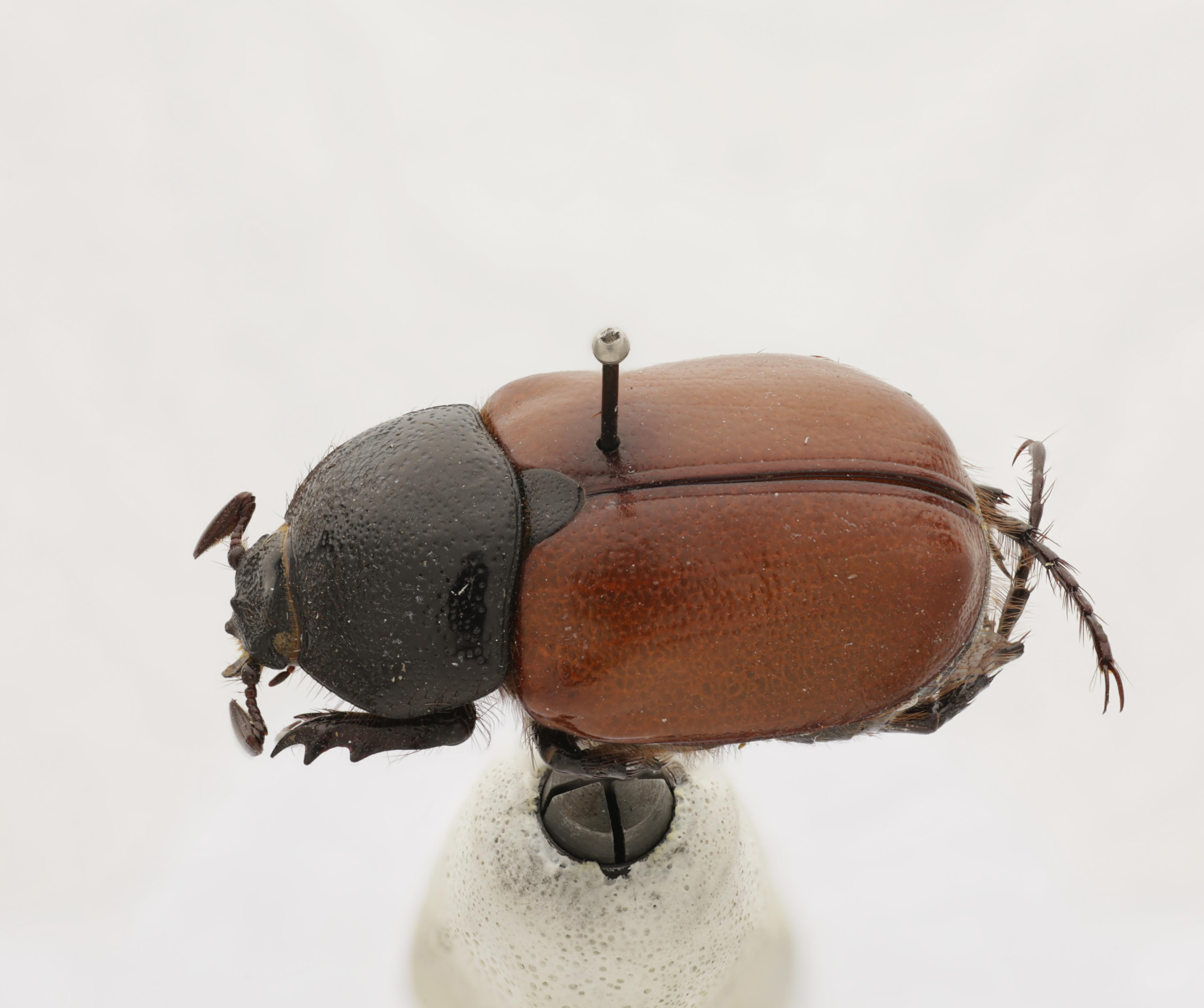
パンパスヒナカブト

パンパスヒナカブト Colacus bicolor
アルゼンチンに生息する。前翅がオレンジ色で角が存在しない。
Colacus morio
アルゼンチンに生息している。前翅が黒い。

### コツノヒナカブト属Brachysiderus

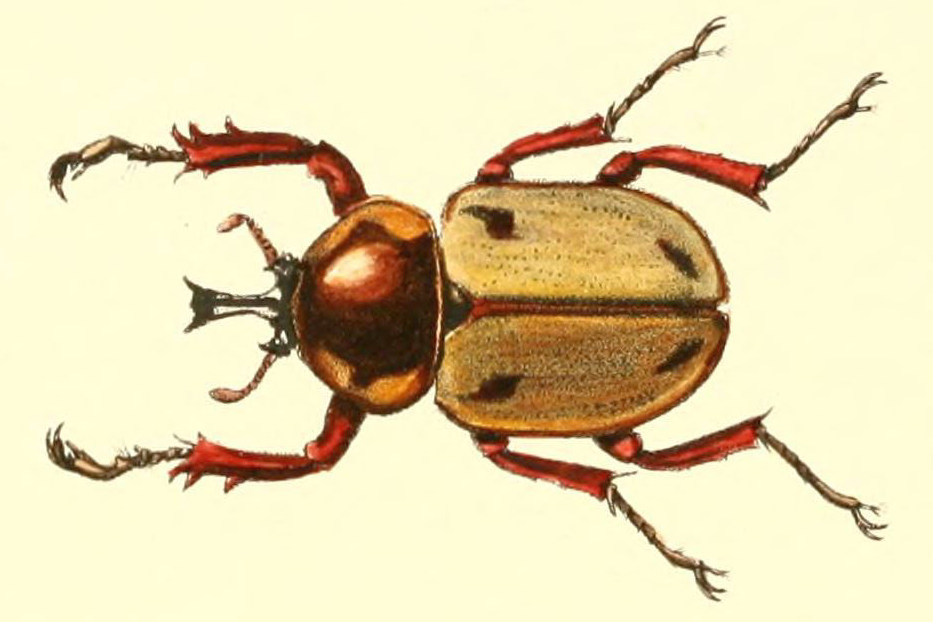
ヨツボシツノヒナカブト

ヨツボシツノヒナカブト Brachysiderus quadrimaculatus
原名亜種がブラジル、コロンビア、エクアドル、ペルーに生息し、別亜種のBrachysiderus quadrimaculatus tridentigerがボリビアに生息。和名通り、前翅の前隅と後隅に黒い模様がある。頭部の角はやや長く、先が扁平になる。体長は27〜40mm。
アラメコツノヒナカブト Brachysiderus minicola
ブラジル(ブラジリア連邦直轄区、ゴイアス州、マットグロッソ・ド・スル州など)に生息。体長3cmに満たないが、頭部に二つの小さな角が突き出ている。
ゴヤコツノヒナカブト Brachysiderus goyanus
ブラジル(ゴイアス州)に生息。アラメコツノヒナカブトによく似ているが、本種の方がやや角が突き出る。
マットグロッソコツノヒナカブト Brachysiderus matogrossensis
ブラジル(マットグロッソ州、マットグロッソ・ド・スル州など)に生息。前翅がオレンジ色の種。頭部の角に合わせて胸部にも小さな突起がある。
ミエルケオルムコツノヒナカブト Brachysiderus mielkeorum
ブラジル(マラニョン州)に生息。
パラネンシスコツノヒナカブト Brachysiderus paranensis
ブラジル(パラナ州など)に原名亜種が生息し、別亜種Brachysiderus paranensis lenoraeがブラジリア連邦直轄区に生息。前翅がオレンジ色で、頭部と胸部が黒っぽい茶色をしている。

### フンボルトヒナカブト属Mitracephala

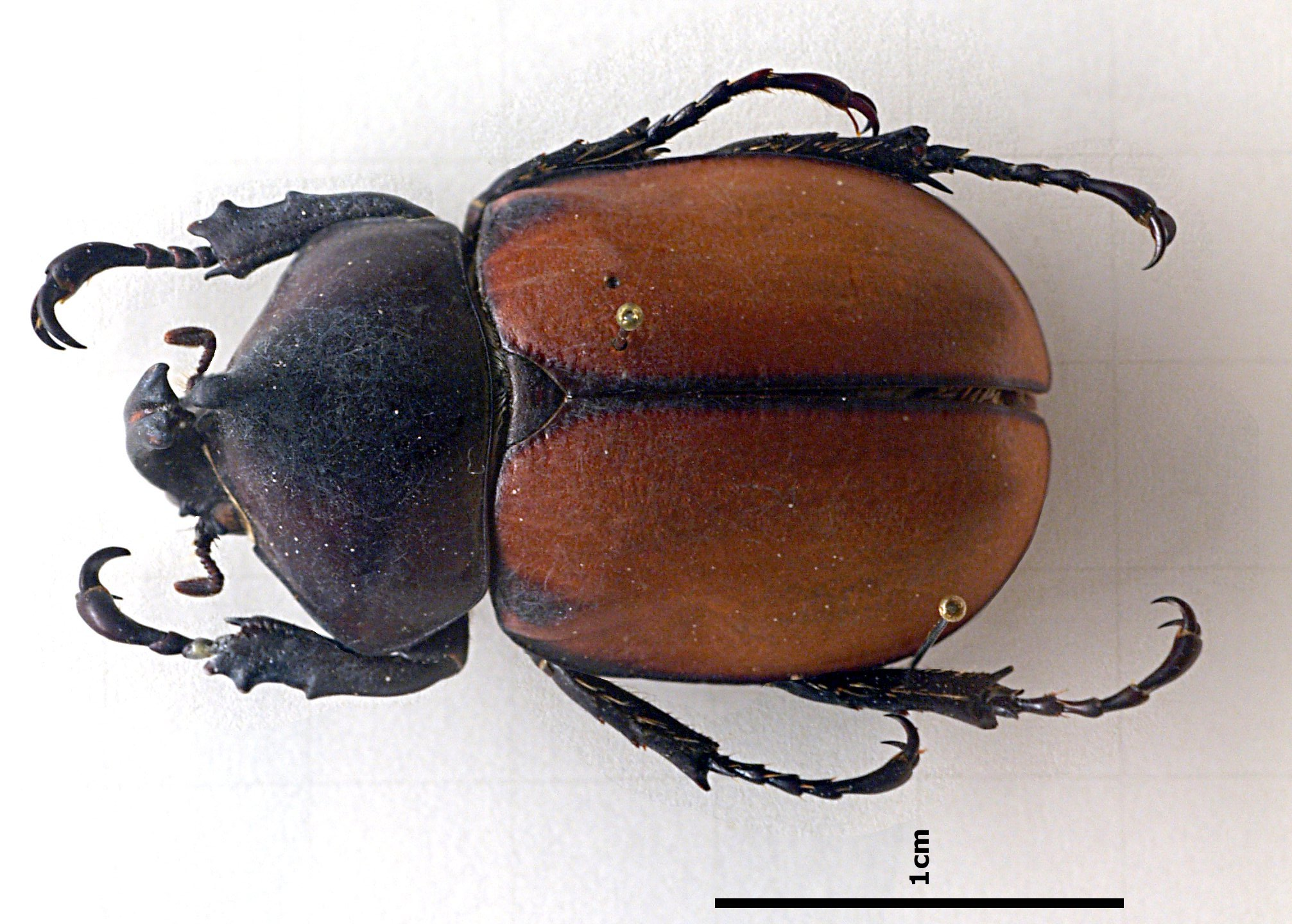
フンボルトヒナカブト

フンボルトヒナカブト Mitracephala humbolati
エクアドル、コロンビア、ペルー、ボリビアに生息。ヒナカブトの中ではかなり大型で、体長40mmになり、胸部に一対の小さな角が、頭部に短いが幅広い角が出ている。
Mitracephala lachaumei
ボリビアのユンガス地方に生息している。頭部の角が少し細長い。

### カラカネヒナカブト属Agaocephala

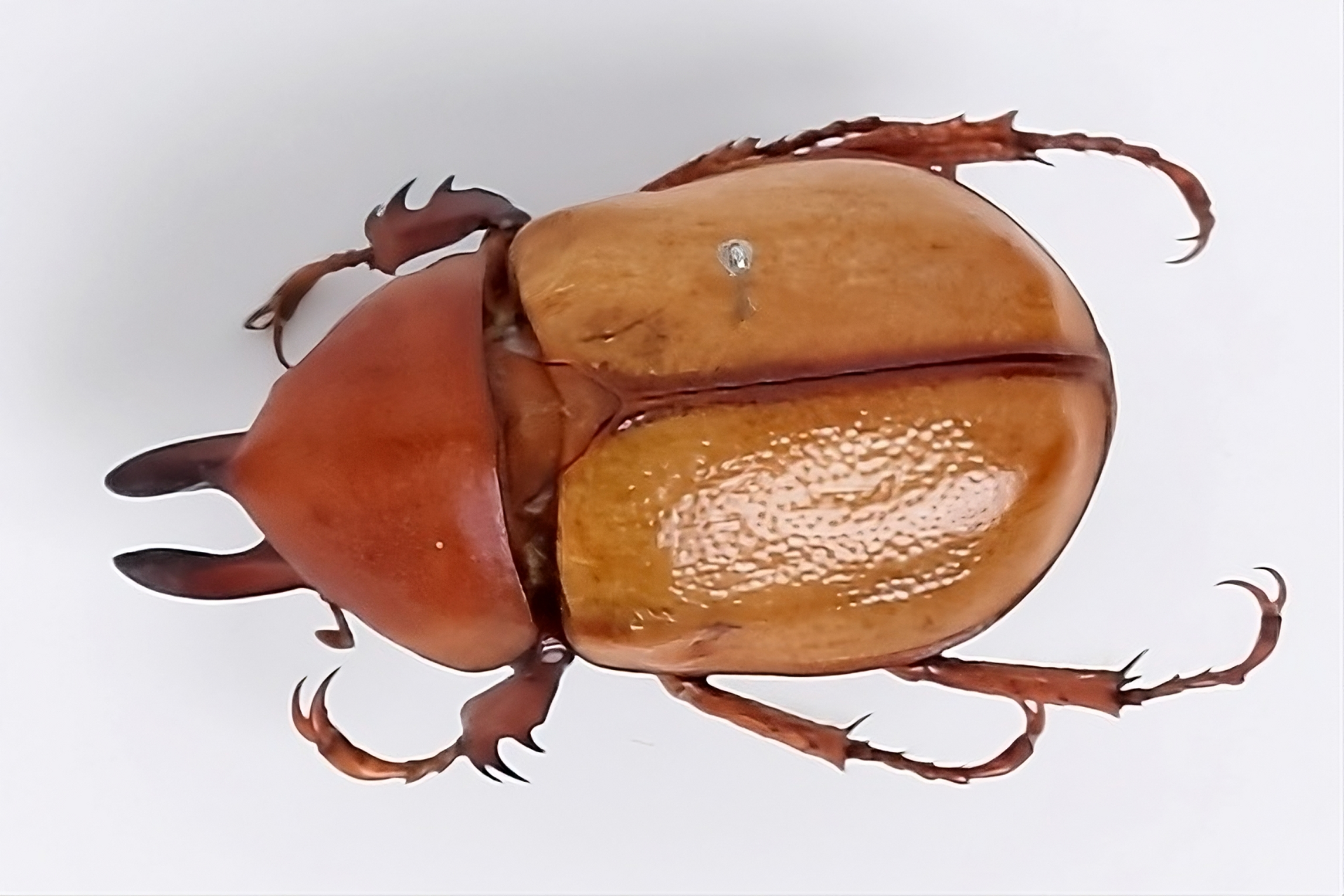
アラメカラカネヒナカブト

アラメカラカネヒナカブト Agaocephala cornigera
ブラジル(ミナスジェライス州など)からパラグアイに生息。
ミドリカラカネヒナカブト Agaocephala bicuspis
ベネズエラ、ガイアナに生息。胸部が金属光沢の緑色を帯び、胸部に突起状の角が、頭部に二対の角が伸びる。体長21〜35mm。
ウルスカラカネヒナカブト Agaocephala urus
ブラジル(エスピリトサント州、ミナスジェライス州)に生息。アラメカラカネヒナカブトに似ているが、頭角の形状で見分けられる。
マンネルヘイムカラカネヒナカブト Agaocephala mannerheimi
ブラジル(ゴイアス州、ブラジリア連邦直轄区、ミナスジェライス州など)に生息。ほかの種より体が細いのが特徴。
ツヤカラカネヒナカブト Agaocephala duponti
デュポンカラカネヒナカブトとも呼ばれる。前三種よりも角が短く、ズングリした体型。ブラジル(ミナスジェライス州など)に生息。
イネルミコリスカラカネヒナカブト Agaoaephala inermicollis
ブラジル(リオグランデ・ド・スル州)に生息。胸部はオレンジ色で、2つの頭角を持つ種。
オオカラカネヒナカブト Agaocephala margaridae
ブラジル(パラー州、アマゾナス州)に生息。和名通り、前四種より大型で40mmを越える。

### ツヤケヒナカブト属Spodistes

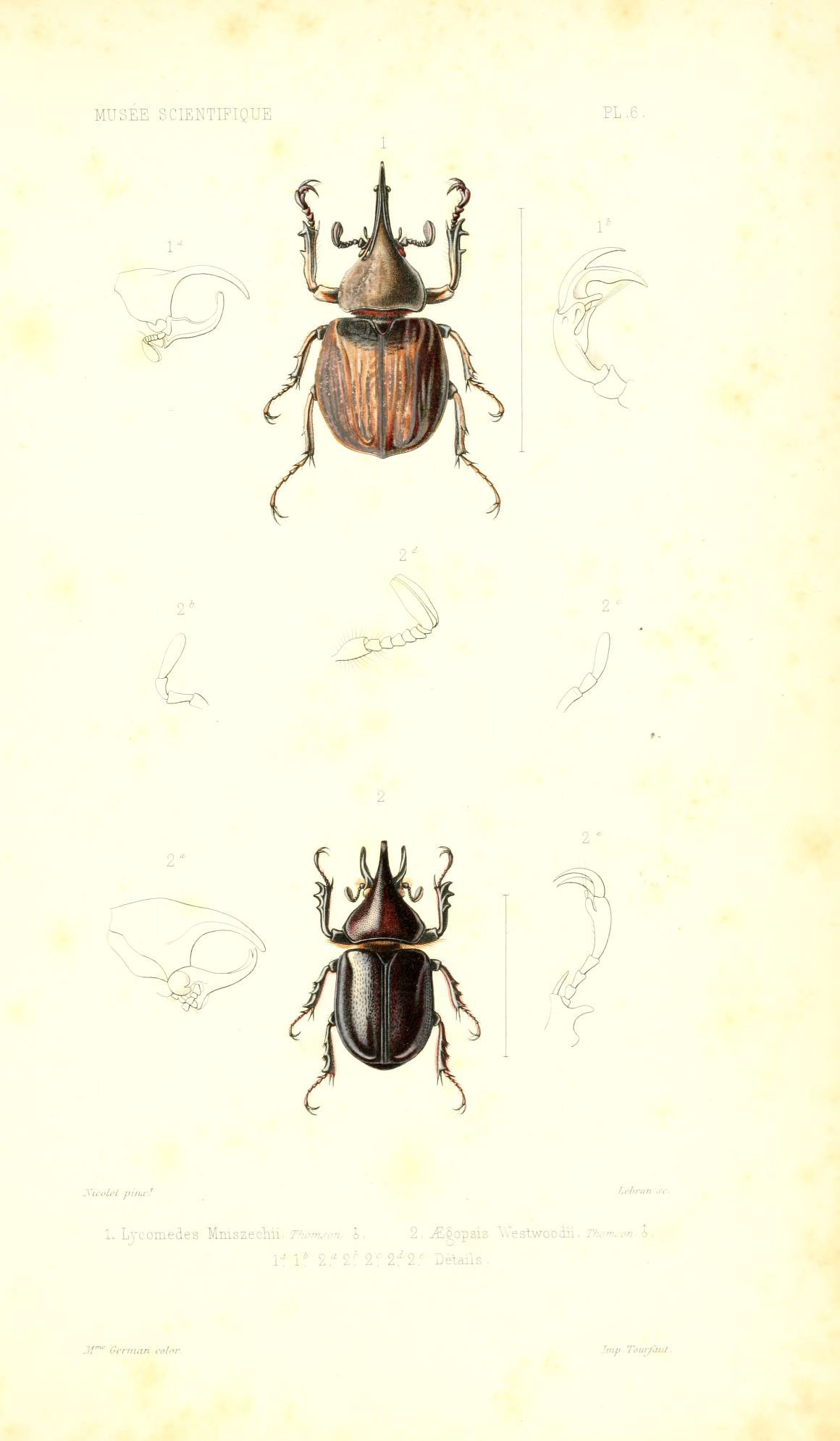
ムニシェフビロードヒナカブト(上)

グランディスビロードヒナカブト Spodistes grandis
エクアドルとコロンビアに生息。体長最大49mmになり、最大級のヒナカブト。全身がビロードの細かい毛で覆われ、胸部の角がヘラクレスオオカブト、頭部の角が日本のカブトムシのような形状になっている。
ベーツビロードヒナカブト Spodistes batesi
メキシコからパナマにかけて生息。前種より頭部角の先端が狭く、細身。体長25〜46mm。
モンゾンビロードヒナカブト Spoidistes monzoni
メキシコ、グアテマラ、エルサルバドルに生息。前二種より、胸部の角が短い。体長28〜43mm。
ムニシェフビロードヒナカブト Spodistes mniszechi
メキシコからコロンビアにかけて分布。似た種のベーツよりも体型が太目。体長28〜43mm
アームストロングビロードヒナカブト Spodistes armstrongi
パナマに生息。ほかの種より角が細長い。

### タテヅノツヤケヒナカブト属Lycomedes

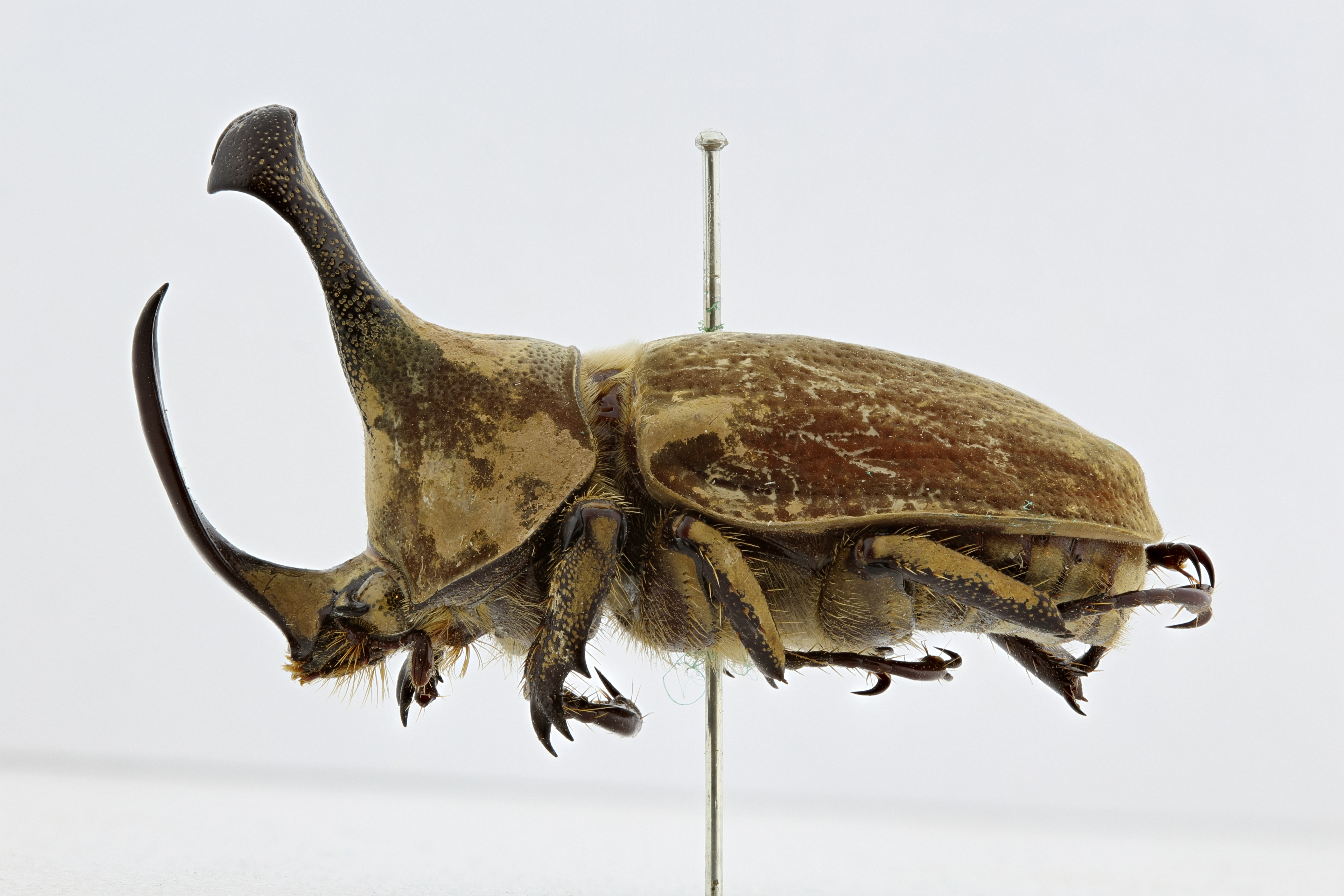
オハウスエボシヒナカブト

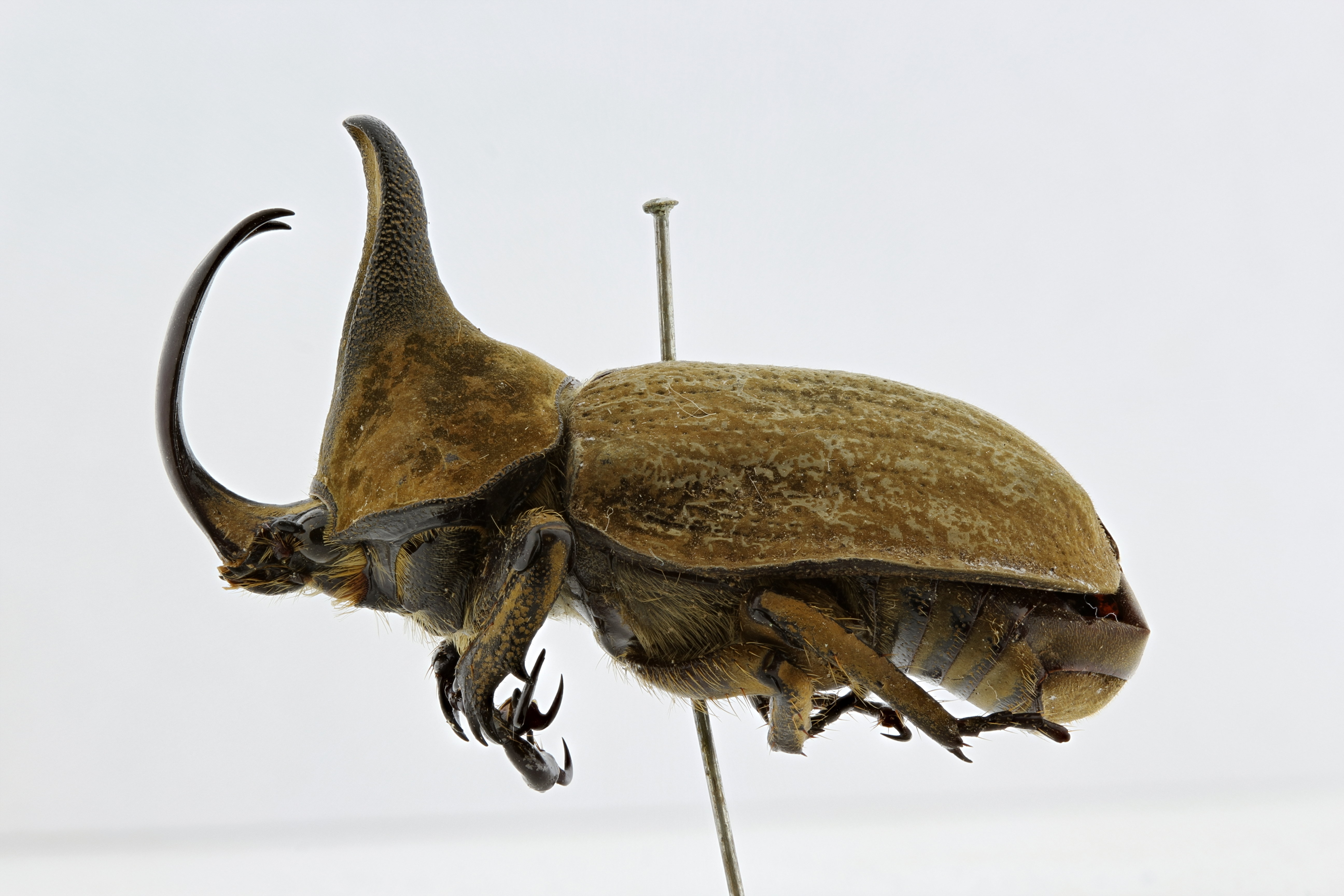
ブルマイスターエボシヒナカブト

ベルティペスエボシヒナカブト Lycomedes velutipes
エクアドルに生息。体長21〜33mmで、ズングリした体型。
バックレイエボシヒナカブト Lycomedes buckleyi
エクアドルに生息。やや大型の38mmで、胸角が上向きで尖っている。
オハウスエボシヒナカブト Lycomedes ohausi
エクアドルに生息。胸角が大きく、長い。体長26〜31mm。
ブルマイスターエボシヒナカブト Lycomedes burmeisteri
コロンビア、エクアドルに生息。オハウスビロードヒナカブトのように胸角が上部に真っ直ぐ伸びる。
ヒルチペスエボシヒナカブト Lycomedes hirtipes
コロンビアに生息。体長30mmに満たない小型種。
ライヒエボシヒナカブト Lycomedes reichei
コロンビアに生息。胸部の角が小さな個体と大きな個体が存在している。
ブベニクエボシヒナカブト Lycomedes bubeniki
エクアドルに生息。胸部の角がとても大きな種。

### キバネヒナカブト属Antodon

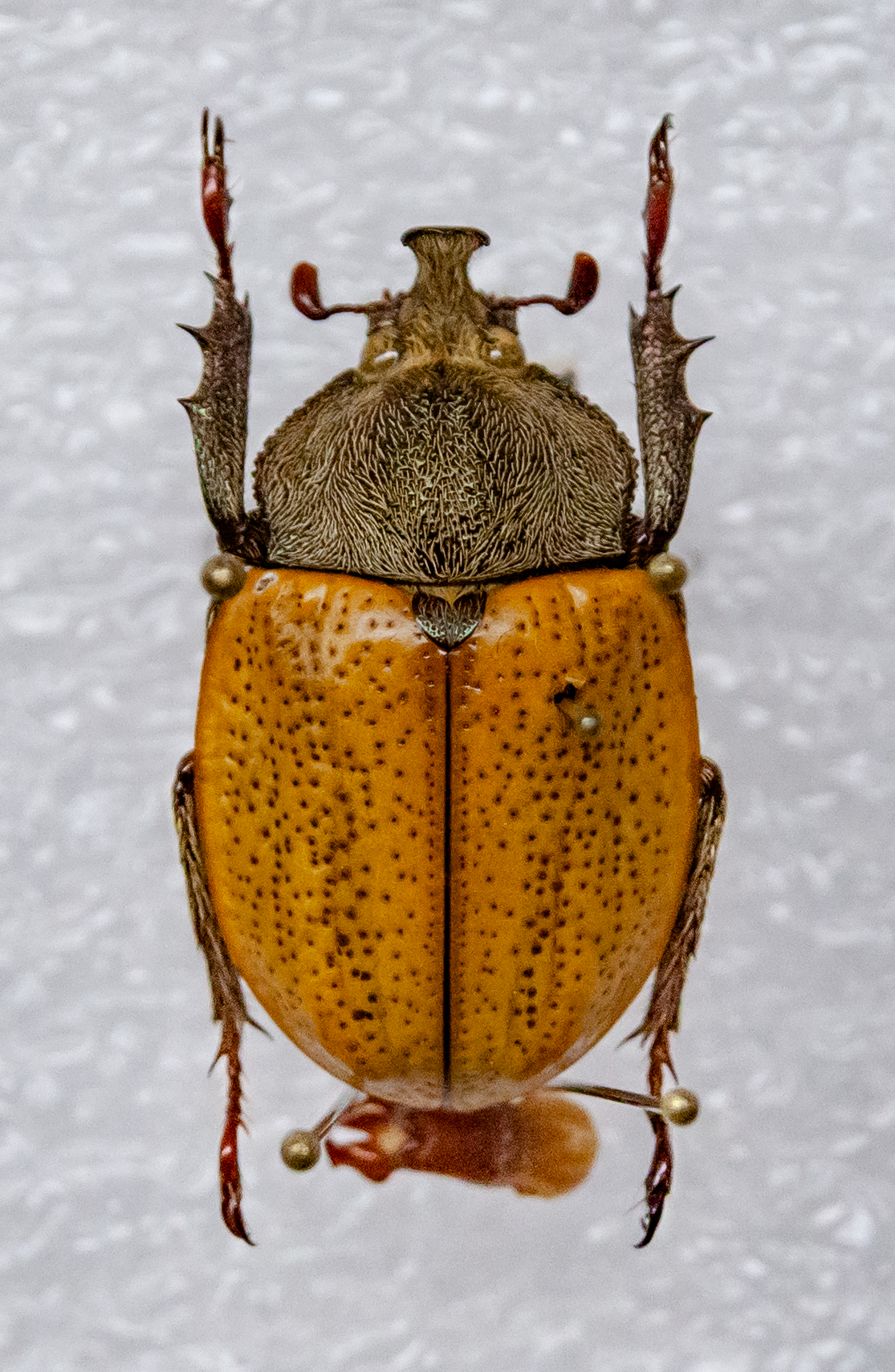
キバネヒナカブト

キバネヒナカブト Antodon Goryi
ブラジル(リオデジャネイロ州、ミナスジェライス州、エスピリトサント州)に生息。名前の通り前翅が黄色く、そこに黒い斑点がある。毛は胸部に生えており、翅にはない。体長30mmに満たない。1属1種。